# Wolfgang Siegfried Herrmann
Wolfgang Siegfried Herrmann (* 1944 in Görlitz) ist ein deutscher Psycholinguist und emeritierter Professor  an der Johann Wolfgang Goethe-Universität Frankfurt am Main.

## Leben und Wirken
Aufgewachsen in Ratzeburg, hat  Herrmann 1963 das Abitur an der Lauenburgischen Gelehrtenschule abgelegt. Nach einem Studium der Germanistik, Philosophie und Sportwissenschaften legte er 1967 und 1969 die Staatsexamina für das Lehramt an Höheren Schulen ab. 1970 promovierte er an der Universität Heidelberg mit einer Arbeit über das Leib-Seele-Problem im Tristan von Gottfried von Straßburg bei Peter Wapnewski.
Nach Habilitation an der Universität Erlangen-Nürnberg mit einer Arbeit über Situation und Norm folgte er 1976 einem Ruf an die Universität Frankfurt/Main. Seine Forschung betraf zunächst vor allem psycholinguistische Themen. Er qualifizierte sich 1983 neben seinem Lehramt für Didaktik der Deutschen Sprache und Literatur als Dipl.-Psych. an der Universität Gießen mit einer Arbeit über Standardsituationen aggressiver Interaktion im Schulunterricht.
Seit den frühen 1980er Jahren war Herrmann am Fachbereich Humanmedizin in der Versorgung Sprachkranker tätig (Promotion zum Dr. rer. med. 1993 mit einer Arbeit über den Spracherwerb des Kindes mit Lippen-Kiefer-Gaumenspalte).
Er  ist der Vater des Psychologen Christoph S. Herrmann.

## Publikationen
- Standardsituationen. Thesen und Beispiele. In: Heinrich Weber, Harald Weydt (Hrsg.): Sprachtheorie und Pragmatik. Akten des 10. Linguistischen Kolloquiums. Tübingen 1975, Bd. 1. Niemeyer, Tübingen 1976, S. 197–206.
- Der Spracherwerb des Kindes mit Lippen-Kiefer-Gaumenspalte. In: Deutsche Zeitschrift für Mund-, Kiefer- und Gesichts-Chirurgie 13, 1989, S. 87–94; 14, 1990, S. 71–80; 15, 1991, S. 382–392.

## Nachweise
1. ↑  Wilfried Kürschner: Linguisten-Handbuch, Band 1, A-L. Gunter Narr Verlag, Tübingen 1994. ISBN 3-8233-5000-5, S. 358.

| Personendaten    | Personendaten                                |
| ---------------- | -------------------------------------------- |
| NAME             | Herrmann, Wolfgang Siegfried                 |
| KURZBESCHREIBUNG | deutscher Psycholinguist und Hochschullehrer |
| GEBURTSDATUM     | 1944                                         |
| GEBURTSORT       | Görlitz                                      |